# Morris & Company
Pour les articles homonymes, voir Morris.
Morris & Company est une entreprise de conditionnement de viande originaire de Chicago, dans l'Illinois aux États-Unis.

## Histoire
Fondée par Nelson Morris à Chicago, elle fusionne en 1902, sous la présidence du fils du fondateur, Edward Morris, avec Armour and Company et Swift & Company pour former une société géante appelée National Packing Company. Conçue principalement comme une société holding, National Packing a rapidement commencé à racheter de petites entreprises de viande, telles que G. H. Hammond et Fowler.
Entre 1904 et 1910, National Packing achète 23 parcs à bestiaux et abattoirs dans tout le pays, ce qui lui permet de contrôler environ un dixième de la production de viande américaine. L'entreprise possède alors des succursales dans plus de 150 villes à travers le monde, ainsi qu'une flotte de 2 600 wagons réfrigérés. 
À partir de 1905, les sociétés constitutives de National Packing ont été ciblées par Arba Seymour Van Valkenburgh (en) en vertu de la Elkins Act (en). La pression exercée par les régulateurs du gouvernement américain force la dissolution de National Packing en 1912. Thomas E. Wilson (1868-1958) devient président de Morris & Company en 1913.
Armour a finalement absorbé Morris & Co. en 1922, l'accord étant finalisé en 1923.